# Walo Koch
Walo Koch (Laufenburg, 29 november 1896 – Poschiavo, 18 juli 1956) was een Zwitsers botanicus en hoogleraar. Hij behoort tot een van de grondleggers van de vegetatiekunde. Zijn botanische auteursaanduiding is W.Koch.

## Biografie
Al in 1917 begon hij met de studie van de vegetatiekunde in de Linthebene, die hij de daaropvolgende jaren voortzette. Na zijn doctoraat in 1926 onder leiding van Carl Schroeter (onderwerp: Die Vegetationseinheiten der Linthebene) werkte hij aanvankelijk als apotheker.
In 1930 kreeg hij een functie als curator bij het herbarium van de Eidgenössische Technische Hochschule Zürich, waar hij in 1939 werd benoemd tot hoogleraar systematische plantkunde en vegetatiekunde. Naast floristiek en systematiek hield Koch zich bezig met de vegetatiekunde en promootte daarmee de methoden van de toenmalige junior vegetatiekunde aanzienlijk.
Koch had een landgoed dat twee herbaria van vaatplanten en cryptogamen omvatte.

## Beschreven syntaxa
In het onderstaande overzicht staan syntaxa die (mede) door Koch zijn beschreven en waarvan ook een artikel op de Nederlandstalige Wikipedia beschikbaar is. De syntaxa zijn chronologisch gerangschikt per syntaxonomische rang.
Orden
- pijpenstrootje-orde – Molinietalia W.Koch 1926

Verbonden
- verbond van veenmos en snavelbies  – Rhynchosporion W.Koch 1926
- dwergbiezen-verbond  – Nanocyperion W.Koch ex Libb. 1932

Associaties
- elzenzegge-elzenbroek – Carici elongatae-Alnetum (W.Koch) ex Tx. 1926
- essenbronbos – W.Koch ex Faber 1926
- associatie van waterpeper en tandzaad – Polygono-Bidentetum W.Koch 1926 em. Siss. in Westh. et al. 1946
- associatie van borstelbies en moerasmuur – Isolepido-Stellarietum uliginosae (W.Koch) ex Libb. 1932
- associatie van dwergbloem en hauwmos – Centunculo-Anthocerotetum (W.Koch) ex Libb. 1932